# Cinnyris buettikoferi
Cinnyris buettikoferi là một loài chim trong họ Nectariniidae.